# Biri Biri
Biri Biri, pseudonym for Alhagi Modou Njie (født 30. marts 1948 i Banjul, død 19. juli 2020 i Dakar) var en gambisk fodboldspiller, der blev den første afrikanske spiller i dansk fodbold. Han var et nationalt ikon i gambisk fodbold.

## Første ophold i Danmark
Biri Biri var en ung fodboldspiller, der var kendt i hovedstaden Banjul, da B.1901 i 1972 tog på træningslejr i Gambia. Her hørte træner Kurt Nielsen om den talentfulde spiller, og da B.1901 spillede en træningskamp mod Biri Biris hold, Wallidan FC, så han spillerens kvaliteter med egne øjne. B.1901 vandt ganske vist 5-4, men Biri-Biri scorede tre mål, og Kurt Nielsen opfordrede ham til at prøve at spille med B.1901 (hvor også Morten Olsen spillede) i en kamp mod et andet gambisk hold. Her scorede Biri Biri fire mål, og han lod sig efterfølgende overtale til at komme til B.1901, der på det tidspunkt lå i 1. division (som var bedste række på det tidspunkt). Han var blandt andet med til at spille pokalfinalen i 1973, som B.1901 dog tabte til Randers Freja.
Han kom til at spille et enkelt år for klubben, inden Sevilla FC hentede ham til Spanien.

## Tiden i Sevilla
Biri Biri blev den første sorte spiller i Sevilla og fik fem meget succesrige år i den spanske topklub, og med sin indstilling og sit engagement fik han en meget stor fanskare. Han er betegnet som en "legende" i Sevilla. Siden hans tid har de mest inkarnerede fans af klubben kaldt sig Biris efter Biri Biri.

## Andet ophold i Danmark
Efter Spanien var det meningen, at Biri Biri skulle genforenes med Morten Olsen i RSC Anderlecht, men der kunne ikke opnås enighed om kontrakten, så i stedet hentede Kurt Nielsen ham igen til Danmark, denne gang til det nyoprykkede Herfølge Boldklub.
Her spillede Biri Biri fra 1978 til 1981, blandt andet sammen med Erik Rasmussen.

## Landsholdskarriere
Biri Biri spillede på det gambiske landshold i hele 24 år. Han debuterede som 16-årig og spillede sin sidste kamp som 40-årig på hold med blandt andet sin søn. Under sit ophold i Danmark og Spanien spillede han adskillige landskampe, og det bemærkelsesværdige er, at han betalte rejserne selv, da forbundet ikke havde så mange penge.

## Senere livsforløb
Biri Biri tog i 1982 tilbage til Gambia, hvor han nu spillede en række sæsoner for Wallidan FC igen. Senere blev han efter en kort trænerkarriere teknisk direktør. Han forblev involveret i klubben, lige som han havde plads i det nationale fodboldforbund.
Han modtog den nationale orden i Gambia – hele to gange. Først af den daværende præsident, og senere efter et militærkup af den nye præsident! I forbindelse med demokratiseringsprocessen i 1990'erne blev Biri Biri udpeget til viceborgmester i Banjul, og denne post beholdt han i fire år. 
I 2000 blev han udnævnt til årtusindets fodboldspiller i Gambia, og i 2003 fodboldambassadør i CAF, den afrikanske fodboldkonføderation.